# حصار القسطنطينية (1260)
كان حصار القسطنطينية عام 1260 محاولة فاشلة من قِبل إمبراطورية نيقية، البقية الرئيسية للإمبراطورية البيزنطية الممزقة، لاستعادة القسطنطينية من الإمبراطورية اللاتينية وإعادة تأسيس المدينة كعاصمة سياسية وثقافية وروحية لإحياء الإمبراطورية البيزنطية.

## خلفية
بعد نهب القسطنطينية من قِبل الحملة الصليبية الرابعة في أبريل 1204، تم تقسيم الإمبراطورية البيزنطية بين الدول الصليبية اللاتينية وعدد قليل من البقايا اليونانية البيزنطية، وكان أبرزها ديسبوتية إبيروس في غرب اليونان و‌ألبانيا، و‌إمبراطورية نيقية في الغرب. وشمال غرب آسيا الصغرى. ادعى كل من الأخيرين أنهما يمثلان الإمبراطورية الشرعية، وبالنظر إلى ضعف الإمبراطورية اللاتينية، تنافسًا لاستعادة القسطنطينية. في البداية بدا الأمر كما لو أن المدينة ستسقط في يد إبيروس، الذي توج حاكمها ثيودور كومنينوس دوكاس نفسه إمبراطورًا في سالونيك في 1225-1227. ومع ذلك، تم كسر قوة إبيروس في معركة كلوكوتنيتسا في 1230 ضد بلغاريا.
وهكذا فُتح الطريق أمام نيقية، تحت قيادة يوحنا الثالث دوكاس فاتاتزس (حكم 1221-1254)، للتدخل في أوروبا. متحالفًا مع البلغار، أسس فاتاتزيس موطئ قدم أول في تراقيا عام 1234. ثم قام مع البلغار بحصار فاشل للمدينة في 1235-1236. بعد ذلك، حول حاكم نيقية هدفه إلى زيادة أراضيه في أوروبا. تحت حكم فاتاتزس، استولى النيقيون على معظم تراقيا و‌مقدونيا من إبيروس وبلغاريا، لتصبح أقوى دولة في المنطقة. تم تقليص الإمبراطورية اللاتينية إلى القسطنطينية والأراضي المحيطة بها على الفور، والمحاطة من الشرق والغرب من قِبل نيقية وبدون أموال كافية لجذب أي دعم مسلح، بدت الإمبراطورية اللاتينية جاهزة للاستيلاء عليها بحلول وقت وفاة فاتاتزيس. حتى البابوية بدت مستعدة لقبول ما لا مفر منه مقابل تنازلات في الأمور اللاهوتية ومسألة الأسبقية البابوية. حصلت الإمبراطورية اللاتينية على مهلة قصيرة مع وفاة فاتاتزيس، حيث أُجبر ابنه وخليفته ثيودور الثاني لاسكاريس (حكم 1254-1258) على مواجهة العديد من الهجمات على أراضيه في البلقان.
بعد وفاة ثيودور الثاني بقليل، صعد ميخائيل الثامن باليولوج (حكم 1259-1282) على العرش، في البداية ظاهريًا كوصي على الرضيع يوحنا الرابع لاسكاريس (حكم 1259-1261). في هذا المنعطف، تم تشكيل تحالف من أعداء نيقية، يضم إبيروس و‌إمارة أخايا و‌مملكة صقلية. لكن التحالف تعرض لضربة ساحقة في معركة بيلاجونيا في صيف 1259. مع موت أعدائه الرئيسيين أو في الأسر أو في المنفى المؤقت بعد بيلاغونيا، كان باليولوج حرًا في تحويل نظره نحو القسطنطينية.

## الحصار
بعد فصل الشتاء في لامبساكوس، في يناير 1260، عبر باليولوج مع جيشه الهيليسبونت وتوجه نحو القسطنطينية. تختلف روايات المؤرخين البيزنطيين عن الأحداث اللاحقة اختلافًا كبيرًا مع بعضها البعض.
وفقًا لرواية جورج أكروبوليتس، اعتمد الإمبراطور على وعود بالخيانة من أحد النبلاء اللاتينيين «أسيل» (تم تحديده بشكل مختلف إما مع أنسل دي تويسي أو أنسل دي كاهيو)، الذي كان يمتلك منزلاً مجاورًا لأسوار المدينة ووعد لفتح بوابة لقوات نيقية. وبالتالي، لم تكن الحملة كبيرة بما يكفي لشن هجوم خطير على المدينة. قاد ميخائيل رجاله إلى المخيم في غلطة، مستعدًا ظاهريًا لمهاجمة برج غلطة على الشاطئ الشمالي للقرن الذهبي، بينما كان ينتظر خيانة أسيل. لكن أسيل لم يتصرف، وادعى أن مفاتيحه قد أخذها حاكم المدينة. ثم يقول أكروبوليتس إن ميخائيل حصل على هدنة لمدة عام وتخلي عن الحصار.
يقدم المؤرخون الآخرون (جورج باتشميريس، نيكيفوروس جريجوراس، وآخرون) الحملة في ضوء مختلف تمامًا، كمهمة واسعة النطاق، بجهد حازم وطويل ضد المدينة نفسها. تضمنت حملة أولية لعزل المدينة من خلال الاستيلاء على الحصون والمستوطنات البعيدة التي تسيطر على المناهج، حتى سيليمبريا (حوالي 60 كيلومتر عن المدينة)، وكذلك هجوم مباشر على مدينة غلطة. كان هذا شأنًا واسع النطاق، أشرف عليه ميخائيل شخصيًا من مكان مرتفع بارز، بمحركات حصار ومحاولات لتقويض الجدار. لكن المدينة صمدت بسبب المقاومة الحازمة لسكانها والتعزيزات التي تم شحنها من المدينة في قوارب التجديف. في مواجهة هذا، وقلقه من أنباء الإغاثة الوشيكة للمحاصرين، رفع ميخائيل الحصار.
يُعزى الاختلاف في الروايتين من قِبل العلماء المعاصرين إلى ميل أكروبوليت المعروف لتقليل إخفاقات ميخائيل الثامن. تشير الروايتان، اللتان تعرض كلاهما محاولة ضد مدينة غلطة، بوضوح إلى نفس الحدث، وقد تعكس حبكة أسيل بالفعل حلقة حقيقية من الحصار الذي أعطاه أكروبوليتس أهمية لا داعي لها.

## ما بعد الحصار
في أغسطس 1260، تم توقيع هدنة بين ميخائيل الثامن وبالدوين الثاني لمدة عام واحد (حتى أغسطس 1261). على الرغم من فشل الحصار، وضع ميخائيل الثامن خططًا لمحاولة أخرى. في مارس 1261، تفاوض مع جمهورية جنوة على معاهدة نيمفايوم، والتي منحته حق الوصول إلى أسطولهم الحربي مقابل حقوقهم التجارية. كانت المعاهدة أيضًا بمثابة اتفاق دفاع بين الدولتين ضد جمهورية البندقية، الخصم الرئيسي لجنوة والداعم الرئيسي للإمبراطورية اللاتينية. ومع ذلك، في حال أصبحت استعدادات ميخائيل زائدة عن الحاجة، كما في 25 يوليو 1261، تم إرسال قوة متقدمة لاستكشاف ضواحي المدينة، برئاسة ألكسيوس ستراتيغوبولس، وتمكنت من اختراق المدينة تحت غطاء الظلام واستعادتها من اللاتين.